# Quét bục huy chương
Quét bục huy chương là một thuật ngữ chuyên môn trong thể thao nói về việc một đội hoặc một quốc gia giành được cả 3 thứ hạng cao nhất là nhất, nhì và ba, chẳng hạn như tại Thế vận hội, và giành được tất cả các huy chương sẵn có (vàng, bạc và đồng) của nội dung hoặc bộ môn tương ứng, được công nhận bởi một buổi lễ trao giải trên bục huy cương. Từ "quét" thường được sử dụng trong các môn thể thao ở Bắc Mỹ như bóng chày, bóng rổ và khúc côn cầu trên băng có loạt trận play-off hoặc theo mùa giải thi đấu thông thường, để mô tả một tình huống trong đó một đội thắng tất cả các trận trong một loạt đấu đồng thời không thua một trận hoặc ván nào (hay còn gọi là thắng trắng), chẳng hạn, với chiến thắng 4–0 trong một loạt đấu có thể thức đấu 7 ván thắng 4.
Thuật ngữ này cũng được sử dụng theo nghĩa rộng hơn khi một quốc gia, một đội hoặc các vận động viên mang cùng quốc tịch giành được tất cả các giải thưởng có thể có trong một cuộc thi bất kỳ, ví dụ như ở nội dung nhảy sào nam tại Thế vận hội Mùa hè 1988, cả 3 vận động viên giành huy chương đều là người Liên Xô (cụ thể theo thứ tự vàng, bạc, đồng là Sergey Bubka, Radion Gataullin và Grigoriy Yegorov), khi đó ta có thể nói rằng, đoàn thể thao Liên Xô đã giành được một cú quét bục huy chương tại nội dung này. Ở cấp độ cao nhất, đó sẽ là khi một quốc gia giành được tất cả các huy chương của một môn thể thao trong Thế vận hội.

## Biện pháp phòng tránh
Để khuyến khích sự cạnh tranh, một số ban tổ chức sự kiện hoặc liên đoàn đã thực hiện các quy tắc để ngăn chặn việc quét bục. Chẳng hạn như tại Thế vận hội Mùa hè 2008, đoàn chủ nhà Trung Quốc đã giành được toàn bộ 6 huy chương tại các nội dung đơn ở môn bóng bàn, ở cả hai giới tính. Sau đó, ITTF giới hạn mỗi quốc gia khi thi đấu bóng bàn tại Thế vận hội chỉ được phép có tối đa hai vận động viên cho mỗi giới tính để tranh tài ở nội dung đơn, điều đó sẽ đảm bảo rằng không một quốc gia nào có thể giành được nhiều hơn 4 trong tổng số 6 huy chương ở 2 nội dung này.

## Danh sách các lần quét bục
- Danh sách các lần quét bục huy chương ở môn điền kinh tại Thế vận hội
- Danh sách các lần quét bục huy chương ở môn bóng bàn tại Thế vận hội
- Danh sách các lần quét bục huy chương ở môn trượt băng tốc độ tại Thế vận hội
- Danh sách các lần quét bục huy chương ở môn trượt băng nghệ thuật tại Thế vận hội
- Danh sách các lần quét bục huy chương ở môn trượt ván trên tuyết tại Thế vận hội
- Danh sách các lần quét bục huy chương ở môn trượt tuyết băng đồng tại Thế vận hội
- Danh sách các lần quét bục huy chương tại Thế vận hội Người khuyết tật